# Геотермічний ступінь
Геотермічний ступінь – 
1) Інтервал глибини земної кори в метрах, на якому т-ра підвищується 1 о С або віддаль, на яку треба заглибитись по вертикалі в надра Землі (нижче від зони постійних температур), щоб температура зросла на 1 о С. У середньому дорівнює 33 м. Коливається в межах 5-150 м. 
2) Величина, обернена до геотермічного градієнта.
{\displaystyle \mathrm {{\frac {33m}{1K}}\approx {\frac {1}{\frac {3K}{100m}}}} }
Поверхня шару з постійною температурою називається ізотермічною поверхнею. Для характеристики зміни температури з глибиною іноді використовують не геотермічний ступінь, а геотермічний градієнт, що показує приріст температури в 0С на 100 м.